# Buxton United Football Club
El Buxton United Football Club es un equipo de fútbol de Guyana que juega en la GFF Elite League, la liga más importante de ese país.

## Historia
Fue fundado en 1995 en Buxton tras la fusión entre el Buxton Sports Club y el Royals Sports Club. Ha sido campeón de la Kashif & Shanghai Knockout Tournament en 1 ocasión y son uno de los equipos fundadores de la GFF Elite League, la nueva primera división.

## Palmarés
- Kashif & Shanghai Knockout Tournament:1

2012/13